# Hedehusum
Hedehusum (friesisch: Hedehüsem, dänisch Hedehusum) ist ein Ortsteil der Gemeinde Utersum auf der Nordseeinsel Föhr.

## Geographie
Hedehusum liegt östlich von Utersum und westlich von Witsum auf der Geest. Der Ort hat knapp 100 Einwohner. Bis zur Nordsee im Süden sind es rund 500 Meter. Dort gibt es eine rund zwei Meter hohe Abbruchkante.

## Geschichte
Nahe Hedehusum liegen zahlreiche Hügelgräber aus der Bronzezeit und der Wikingerzeit.
Hedehusum wurde erstmals 1462 urkundlich erwähnt. Der Ortsname lässt sich auf hede, „Heide“, und husum, „Heim“, zurückführen.
Hedehusum war 1920 eine von drei Gemeinden im Amt Westerlandföhr, die in Zone II bei der Volksabstimmung nach dem Ersten Weltkrieg mehrheitlich für einen Wechsel nach Dänemark stimmten. 1970 wurde Hedehusum in die Gemeinde Utersum eingemeindet. 1971 hatte der Ort 100 Einwohner, alle Arbeitnehmer waren in der Landwirtschaft beschäftigt. Damit war Hedehusum der einzige Ort auf Föhr ohne Fremdenverkehr. Seitdem wurden die Übernachtungsmöglichkeiten ausgebaut.
Die Gemeinde hatte eine Fläche von 1,36 km².
Zum Stichtag der Volkszählung am 25. Mai 1987 hatte das Dorf Hedehusum 81 Einwohner in 28 Haushalten.

## Wirtschaft und Verkehr
Haupterwerbszweige sind Tourismus und Landwirtschaft. Die Landesstraße 214, die „Rundföhrstraße“, führt durch Hedehusum.